# Carle Coppens
Carle Coppens, né à Montréal le 13 juillet 1972, est un poète et romancier québécois.

## Biographie
Fils du poète Patrick Coppens, Carle Coppens détient une maîtrise en psychologie différentielle de l’Université d’Aix-Marseille II (1995-1996) ainsi qu'un doctorat en psychologie industrielle/organisationnelle de l’Université de Montréal,.
Il collabore à une émission culturelle sur les ondes de CISM, la radio communautaire de l'Université de Montréal. En 2000, il est critique littéraire à La Presse, puis il travaille chez Publicis et BCP avant de devenir vice-président et directeur de l'agence Brad.
En plus de signer des textes dans plusieurs revues culturelles et littéraires (Lettres Québécoises, Moebius, Critère, Stop, Brèves littéraires, Entrelacs, Le Sabord et Action Poétique), il publie plusieurs recueils de poésie ainsi que des romans.
En poésie, il fait paraître Poèmes contre la montre (Noroît, 1996), Le grand livre des entorses (Noroît, 2002) ainsi que À qui se méfier (Le Quartanier, 2014),,.
Comme romancier, Carle Coppens publie Baldam l'improbable (Le Quartanier, 2011), lequel sera adapté au cinéma par le scénariste Stéphane Lafleur et réalisé par Emanuel Hoss-Desmarais,,. Il publie également Le deuxième étage de l'océan (Le Quartanier, 2015).
Carle Coppens collabore aux ouvrages collectifs Nous reviendrons comme des Nelligan, (VLB éditeur, 1989) ainsi que Poèmes du lendemain (Écrits des Forges, 1993).
Carle Coppens est récipiendaire de plusieurs prix dont le Grand Prix du concours épistolaire de l’Office Franco-Québécois pour la jeunesse (1993), le Prix Émile-Nelligan (1996), le Prix de poésie de la Vocation, le Prix Alcuin Society’s Citation de Vancouver (1997) ainsi que le Prix spécial de la Fondation Hachette (1999),.

### Famille
Carle Coppens est le fils du poète d'origine française Patrick Coppens, le petit-fils de l'artiste peintre française Madeleine Prévost et l'arrière petit-fils de l'artiste peintre français Eugène Prévost-Messemin.

## Œuvres

### Poésie
- Poèmes contre la montre, avec les reproductions des oeuvres de Jesus Carles de Vilallonga, Montréal, Noroît, Sens, Obsidiane, 1996, 102 p. (ISBN 2-89018-365-3 et 2-911914-03-1)
- Le grand livre des entorses, dessins de Marwan Sahmarani, Montréal, Noroît, 2002, 20 f. (ISBN 2-89018-502-8)
- À qui se méfier, Montréal, Le Quartanier, 2014, 62 p. (ISBN 9782896981823)

### Romans
- Baldam l'improbable, Montréal, Le Quartanier, 2011, 432 p. (ISBN 978-2-89698-001-7)
- Le deuxième étage de l'océan, avec des illustrations de Julie Rocheleau, Montréal, Le Quartanier, 2015, 73 p. (ISBN 9782896982288)

## Prix et distinctions
- 1990 - Récipiendaire : Grand Prix de poésie de Laval[2]
- 1993 - Récipiendaire : Grand Prix du concours épistolaire de l’Office Franco-Québécois pour la jeunesse
- 1996 - Récipiendaire : Prix de la vocation de la Fondation Marcel Bleustein-Blanchet (pour Le grand livre des entorses)[2]
- 1996 - Récipiendaire : Prix Émile-Nelligan (pour Poèmes contre la montre)
- 1996 - Récipiendaire : Prix de poésie de la Vocation (pour Poèmes contre la montre)
- 1997 - Récipiendaire : Prix Alcuin Society’s Citation de Vancouver
- 1999 - Récipiendaire : Prix spécial de la Fondation Hachette